# Movistar Plus+
Movistar Plus+ (früher Movistar+) ist der Handelsname der Abonnementplattform für digitales Fernsehen von Telefónica, die in Spanien tätig ist. Der Dienst wird über Glasfaser und ADSL sowie über Satelliten wie Astra verbreitet. Die am 8. Juli 2015 offiziell gestartete Plattform ist aus dem Zusammenschluss des spanischen Senders Canal+, das zuvor für das Satellitenfernsehgeschäft zuständig war, und Telefónicas Movistar TV hervorgegangen. Mit 3,7 Millionen Kunden und 45 % Marktanteil ist es der größte Anbieter von Pay-TV in Spanien.

## Geschichte
Seit 2013 wurden verschiedene Nachrichten über den möglichen Kauf der spanischen Vermögenswerte von Canal+ durch Telefónica veröffentlicht. Medienberichten zufolge gab es auch viele Unternehmen, die ihr Interesse am Kauf der Pay-TV-Plattform bekundeten, wie Al Jazeera, Vivendi, dem Eigentümer von Canal+ (Frankreich), und Rupert Murdoch. Dies war für PRISA, den Eigentümer von Canal+ Spanien, von entscheidender Bedeutung, da sie nach Möglichkeiten suchten, die Schulden zu tilgen, die das Unternehmen seit 2008 infolge der Finanzkrise angehäuft hatte, wobei Gerüchte über eine Übernahme durch Telefónica bereits in jenem Jahr aufkamen.
Am 6. Mai 2014 unterbreitete Telefonica ein verbindliches Angebot zur Übernahme von 56 % der Anteile an Canal+ Spanien, die von PRISA gehalten werden,  gegen Zahlung von rund 725 Millionen Euro. PRISA nahm das Angebot im darauffolgenden Monat an.
Am 18. Juni 2014 unterbreitete das Unternehmen ein verbindliches Angebot für den Erwerb des 22%igen Anteils von Mediaset Spanien an Canal+ Spanien für 295 Millionen Euro. Das Angebot wurde am 4. Juli 2014 angenommen, wodurch die vollständige Kontrolle über das Unternehmen erlangt werden konnte.
Am 22. April 2015 gab die CNMC ihre Zustimmung zum Verkauf von Canal+ ab. Daraufhin begann Canal+ am 7. Juli 2015, mit Movistar TV zu fusionieren, woraufhin am folgenden Tag Movistar+ gegründet wurde. 
Im Juni 2019 wurde ein Over-the-Top-Videostreaming-Dienst unter der Marke Movistar+ Lite eingeführt. Er bietet ausgewählte Inhalte, aber keine LaLiga-Fußballspiele oder exklusive Filme und Serien. Das Streaming-Angebot wurde am 1. August 2023 komplett überarbeitet und bietet nun eine größere Menge an Inhalten und die meisten linearen TV-Kanäle, die über das Satelliten- und IPTV-Angebot verfügbar sind, wodurch der Dienst dem Now-Angebot von Sky ähnlicher wird.
Im Laufe des Jahres 2023 erneuerte Movistar Plus+ seine Verträge mit allen großen Hollywood-Studios, um deren Inhalte weiterhin auf der spanischen TV-Plattform anzubieten. Alle Fernsehkanäle in Spanien von Sony Pictures Entertainment, The Walt Disney Company, Warner Bros. Discovery, Paramount Global und Comcast werden weiterhin auf Movistar Plus+ ausgestrahlt. In diesem Zusammenhang wurden auch die Inhalte der Studios direkt in die Video-on-Demand-Dienste von Movistar Plus+ aufgenommen, und zwar von AXN Now von Sony, HBO Max von Warner Bros. Discovery und Paramount sowie SkyShowtime von Comcast, während die Inhalte von Disney über das Angebot von Abonnements für Disney+ zu einem ermäßigten Preis verfügbar sind.
Nach früheren außergewöhnlichen Engagements in der Filmproduktion mit While at War (2019) und Prison 77 (2022) kündigte Movistar Plus+ im Januar 2024 eine Strategie an, dauerhaft als Koproduzent von Filmen aufzutreten, Es wurde eine Reihe von fünf Titeln vorgestellt, die 2024 in Produktion gehen sollen und bei denen Icíar Bollaín (I'm Nevenka), Rodrigo Sorogoyen (The Beloved), Alberto Rodríguez Librero (Los Tigres), Oliver Laxe (Sirāt) und Ana Rujas (El desencanto) Regie führen werden.
Im Jahr 2025 entließ Movistar Plus+ den Direktor für Fiktion und Unterhaltung Domingo Corral, der seit 2014 für den Einstieg der Plattform in das Drehbuchgeschäft verantwortlich war. Er wurde durch Jorge Pezzi (Fiktion) und Hugo Tomás (Non-Fiction und Unterhaltung) ersetzt. Diese Entscheidung versetzte die spanische audiovisuelle Industrie in Erstaunen und veranlasste fast 150 Vertreter der Unterhaltungsindustrie zu einem Unterstützungsschreiben an Corral.